# Iglesia de San Miguel (Arévalo)
La iglesia de San Miguel de Arévalo (Ávila, Castilla y León, España) es un templo construido entre los siglos XII y XVI por el linaje de los Montalvo. Tiene una única gran nave, una torre y un espectacular retablo.
Es una de las 11 parroquias arevalenses que figuran en el inventario del Cardenal Gil Torres del año 1250. Fue fundación y enterramiento de los Caballeros Montalvo, uno de los linajes repobladores cuyo escudo es visible en sepulturas y en el archivo familiar del interior de la iglesia. 
Sufrió profusas y profundas reformas durante el siglo XVI. Su torre aparece desmochada y rematada en ladrillo. Cuando se construyó quedó más alta que la torre de la Iglesia de Santa María la Mayor (o Santa María la Real). Siendo esta última la iglesia real, no se permitió que ninguna otra (de las 14 que llegó a tener la ciudad) la superase en altura. Fue cerrada al culto en el año 1911, encontrándose en la actualidad vacía y siendo usada solamente para conciertos y actos culturales. 

## El retablo
En el interior podemos admirar el magnífico retablo del arcángel que da su nombre a la iglesia y que fue pintado entre 1507-1508 por el maestro Marcos Pinilla. Data fundamentalmente del siglo XVI y está compuesto por trece tablas organizadas en cinco calles y tres cuerpos. En la predela aparecen representados santos agrupados por parejas de estilo similar al de Berruguete separados por divisiones arquitectónicas. En el segundo y tercer cuerpo se representan una de las dos apariciones de San Miguel y escenas de la pasión y muerte de Cristo, el estilo de las pinturas sintetiza la pervivencia de la corriente hispano flamenca del gótico tardío y el primer renacimiento.